# Panamatopptyrann
Panamatopptyrann (Myiarchus panamensis) är en fågel i familjen tyranner inom ordningen tättingar.

## Utseende och läte
Panamatopptyrannen är en rätt stor tyrann med relativt kraftig näbb och upprätt hållning. Huvudet är toppigt med en liten tofs. Ryggen är brun, undersidan ljusare grå och buken gul. Arten är mycket lik andra topptyranner, men utmärks genom mattbruna vingar utan några varma roströda toner. Lätet består av en fallande serie visslingar.

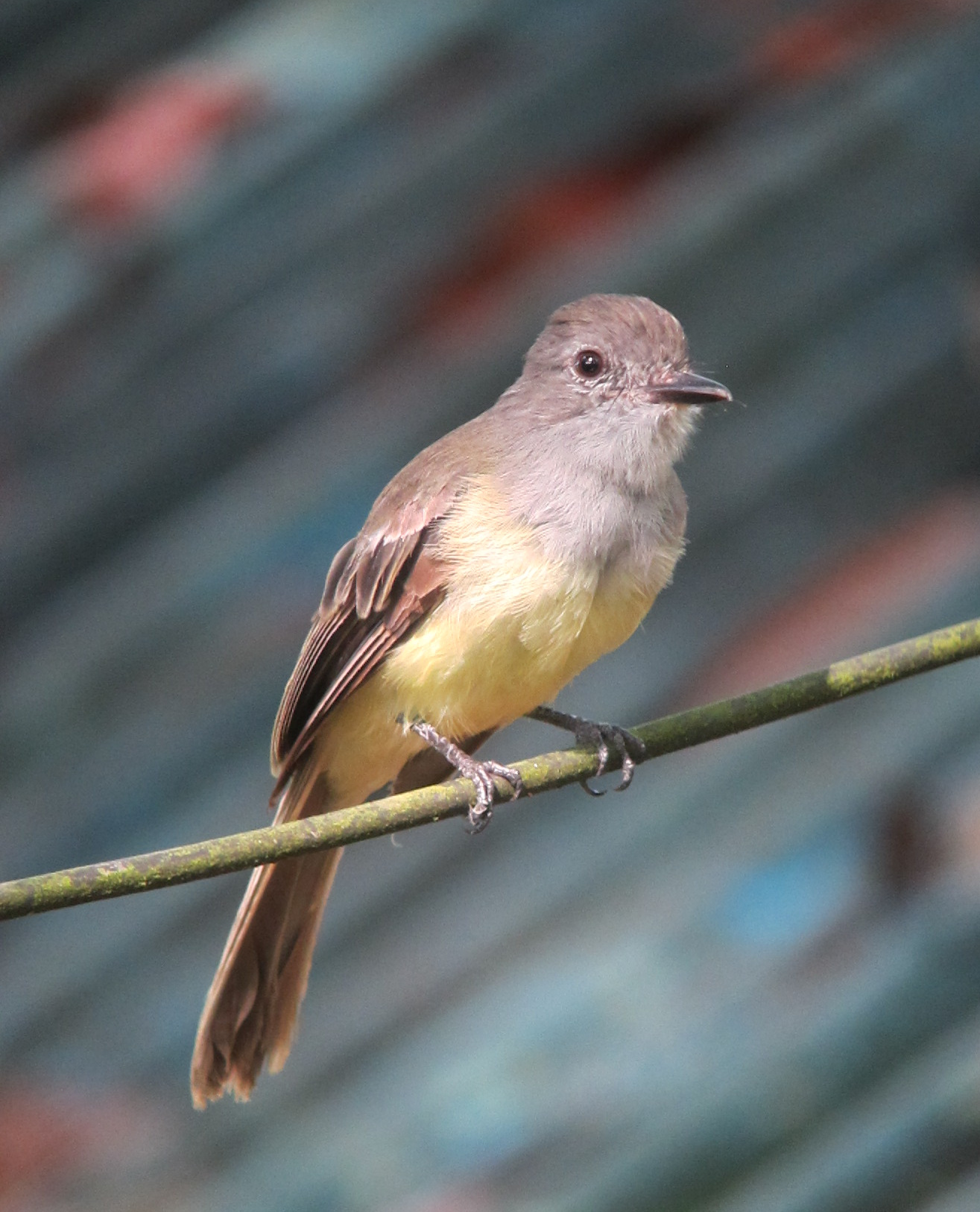

## Utbredning och systematik
Panamatopptyrann delas in i två underarter med följande utbredning:
- Myiarchus panamensis actiosus – förekommer vid Stillahavskusten i nordvästra Costa Rica
- Myiarchus panamensis panamensis – förekommer vid Stillahavssluttningar från sydvästra Costa Rica till sydvästra Colombia och nordvästra Venezuela

## Levnadssätt
Panamatopptyrannen hittas i buskiga skogslandskap eller öppen skog, framför allt kring mangrove. Den ses vanligen enstaka eller i par.

## Status
Arten har ett stort utbredningsområde och beståndet anses stabilt. Internationella naturvårdsunionen IUCN listar den därför som livskraftig (LC). Beståndet uppskattas till i storleksordningen en halv miljon till fem miljoner vuxna individer.